# Diablo Chingo

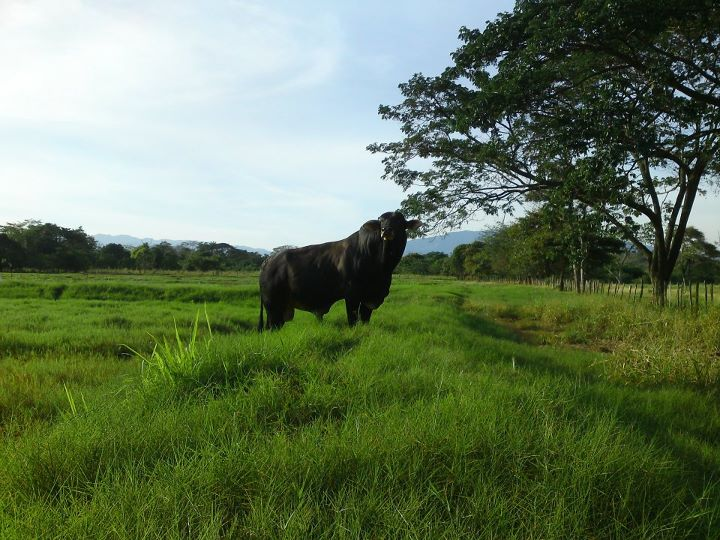
El Diablo Chingo es el inmenso fantasma de un toro negro, perteneciente a una leyenda folclórica costarricense.

El Diablo Chingo, también llamado Chingo Negro, es un personaje de una leyenda folclórica de Costa Rica, autóctona de la provincia de Guanacaste. Se trata de un gran toro negro de rabo «chingo», es decir, sin rabo o muy corto, con fieros ojos inyectados de sangre que brillaban como brasas, y con una gran cornamenta «paileta», que en los llanos asustaba por las noches escondiéndose en las burras del monte.
En Costa Rica existe una cerveza artesanal de Cervecería Los de Arriba que lleva el nombre de esta leyenda.

## Origen
Según el investigador y escritor nicoyano Carlos Arauz, la leyenda del Diablo Chingo apareció en la época de la colonia española en Guanacaste, tiempo después que llegaron los primeros hatos de ganado bovino en el año de 1560, traídos por Juan de Cavallón y Arboleda, primer conquistador de Costa Rica. Las primeras haciendas en Guanacaste aparecieron en la colonia entre 1600 y 1770, por lo que se estima que en este periodo fue cuando aparecieron las tradiciones del Diablo Chingo, producto de la imaginería de los sabaneros - especie de vaqueros de la pampa guanacasteca - y otras gentes que vivían en los pueblos, que de hecho formaban parte en muchos casos de las mismas haciendas ganaderas.

## Leyenda del mandador y el Chingo Negro
[[Archivo:Toro de Osborne (Llanes, Asturias) 01.jpg|thumb|240px|

«...todos vieron un toro negro, enorme, chingo, cuyos ojos parecían brasas...»]]

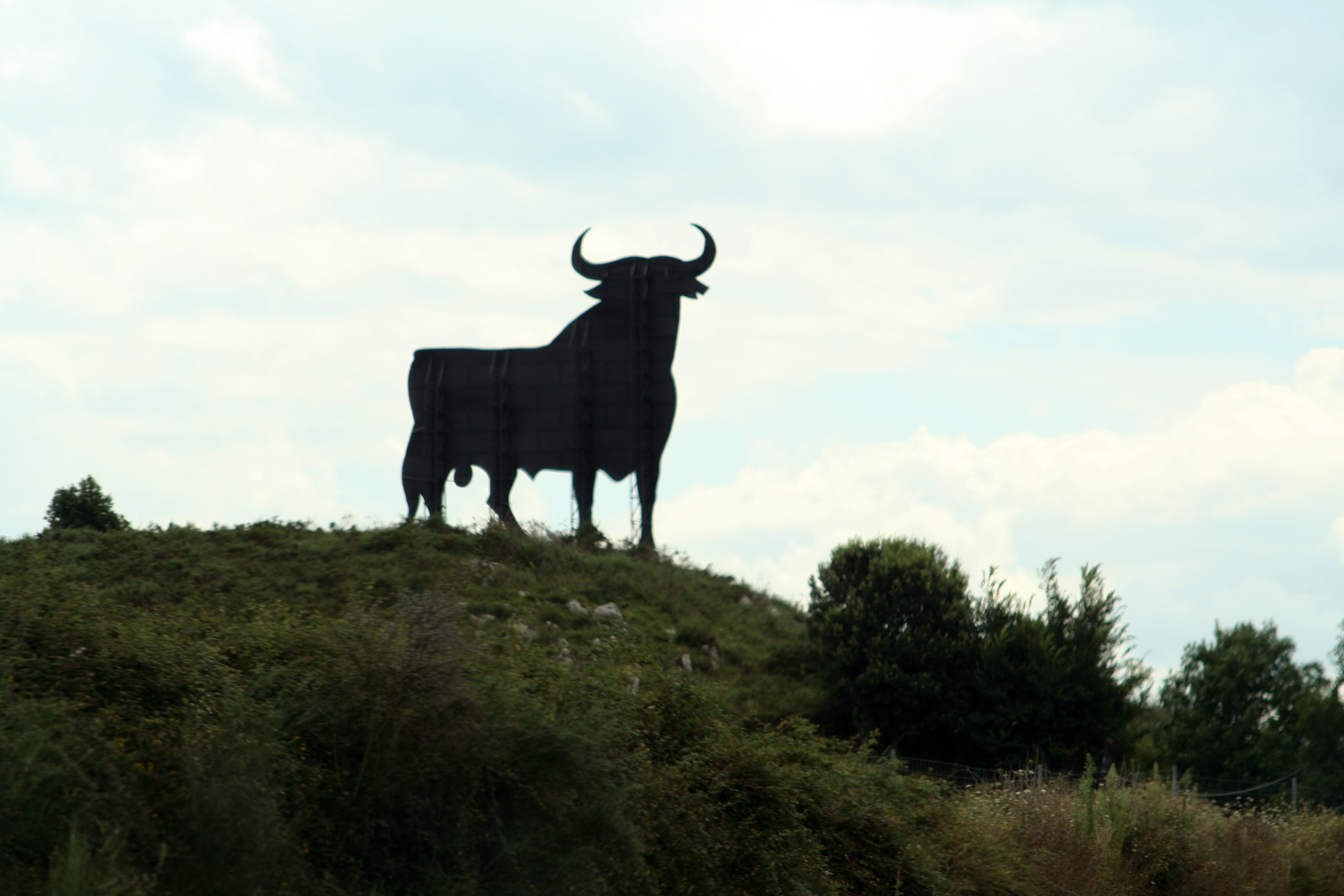
cita|«...todos vieron un toro negro, enorme, chingo, cuyos ojos parecían brasas...»

La leyenda más famosa acerca del Diablo Chingo narra que este fantasma se aparecía en una de las haciendas más antiguas de Guanacaste, espantando al ganado. Un Viernes Santo, muy de mañana, el mandador de campo de la hacienda, un hombre déspota y sin escrúpulos religiosos, forzó a los sabaneros a recoger el ganado, irrespetando la festividad. Los hombres, muy religiosos, al principio se resistieron, todavía más por la leyenda que narraba la aparición de un toro fantasmal que se creía era el mismo Diablo en persona, pero aun así tuvieron que obedecer la orden. Casi al final de la tarde, cuando todo el ganado estaba recogido, apareció en una loma un inmenso toro negro, chingo, de ojos rojos como brasas, que rascaba el terreno en señal de desafío. Los sabaneros se asustaron, pero el mandador les ordenó lazar a la bestia e incorporarla al hato.
No hubo, sin embargo, forma de cercarlo ni lazarlo, lo que hizo montar en cólera al mandador, que profiriendo insultos contra sus hombres, se lanzó a por el toro, jurando que o se moría o pasaba todo el resto de la vida persiguiendo al Chingo Negro, pero lo que era él, nunca volvería si no alcanzaba al animal. De esta forma, el mandador lanzó su caballo y a su perro pastor en pos del toro, que inmediatamente echó a correr por la sabana. El resto de los sabaneros volvió a la hacienda. En vano esperaron toda la noche el regreso del mandador, que nunca volvió.
Cuentan desde entonces en la pampa guanacasteca, que al ser las tres de la tarde de cada Viernes Santo, pueden verse pasar por la llanura dos sombras una en pos de otra, y escucharse a lo lejos el grito de un sabanero que corre ganado, el ladrido de un perro y el mugido de un toro. La leyenda dice que es el alma del mandador de la hacienda que cumple el castigo divino, persiguiendo eternamente al Diablo Chingo sin poder alcanzarlo jamás.

## Variantes
Dos leyendas guanacastecas tienen relación con la leyenda del Diablo Chingo. La leyenda del fantasma de la sabana habla de un sabanero llamado Ramón Luna, que murió intentando lazar un enorme toro cimarrón llamado «El Escorpión», el cual le embistió, matándolo. Desde entonces, el fantasma de Ramón Luna - conocido como el fantasma de la sabana - se aparece como una sombra en las haciendas, espantando a los toros. En esta versión de la leyenda, propia de la región de Liberia, se aparece únicamente el ánima del sabanero, no el fantasma del toro.
La segunda leyenda corresponde a la del Viejo del monte, el fantasma de un sabanero a caballo, de aspecto fiero y pelo enmarañado, que espanta al ganado en los potreros. Igual que en la primera versión, el fantasma corresponde únicamente al sabanero, no al toro. Esta versión es más propia del cantón de Bagaces.
En la provincia de Puntarenas, sobre todo en la región de Chomes, fronteriza con Guanacaste, el Diablo Chingo no es un toro, sino un gran venado astado que extravía a los cazadores en los bosques. En el Valle Central, la leyenda de la Jú del León habla acerca de un pájaro diabólico que pierde a los hombres en la montaña y los conduce para ser devorados por el puma.

## Paralelismos

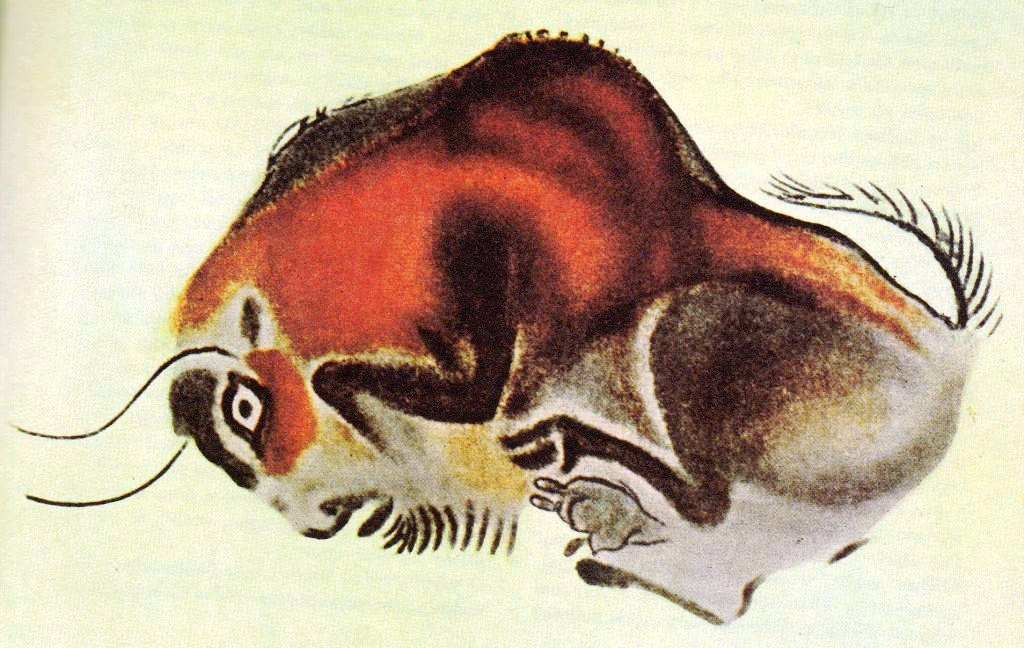
Pintura rupestre de un bisonte en la Cueva de Altamira, Cantabria, España.

Alrededor del mundo existen numerosas leyendas acerca de seres mitológicos y fantasmales relacionados con los bovinos. Desde la época de las cavernas, el toro fue un animal que fascinó al ser humano por su notable fuerza y fortaleza, y por su aguerrida y demoledora actitud ante el adversario, produciendo en los lejanos antepasados prehistóricos una extraña mezcla de miedo y admiración, como se puede observar en las pinturas rupestres de Altamira y Lascaux.
El toro se encuentra presente en diversas mitologías. Entre los egipcios, destacan los dioses Apis y Hathor, con forma de toro y vaca, respectivamente. En la mitología clásica, el Minotauro, mitad hombre y mitad toro, habitaba en el laberinto de Cnosos en la isla de Creta, y era hijo del Toro de Creta, uno de los doce trabajos de Heracles. Para los griegos, el toro también es símbolo de Dionisos, dios del vino. Los celtas tenían al Táin Bó Cúailnge, perteneciente a una de las leyendas del Ciclo del Ulster. Entre los escandinavos, la vaca Audhumla da lugar al primer ser vivo, el gigante Ymir. En la India, el ganado vacuno se considera sagrado y está prohibido matarlo, mientras que en el catolicismo es parte de la tradición colocar un buey en el pasito navideño. En la mitología chilota, el Camahueto es una especie de toro fantástico de un solo cuerno, similar al unicornio.
En Venezuela, existe una leyenda acerca de la Laguna de la Yagüita, en el estado de Apure, la cual narra que dicha laguna se habría formado cuando un forastero, para hacerse rico, empezó a lazar ganado sin marca en esa región. Un Viernes Santo, intentó capturar un inmenso toro negro de ojos encendidos. Al intentar herrarlo, un rayo cayó al suelo, fulminando la hacienda, el ganado y a la gente, y formando la laguna donde, en las noches más oscuras, se cree que se escuchan el bramido del toro y los gritos de los desaparecidos.

## Expresiones culturales

### Danza del Diablo Chingo
Basada en la leyenda del Diablo Chingo, esta representación artística es tanto una danza como una puesta teatral. Pertenece al género musical de la parrandera, de ritmo rápido y acompasado, originaria de la provincia de Guanacaste.
En esta danza, cansados de las embestidas nocturnas del Diablo Chingo, que se valía de la oscuridad para atacar a los habitantes de un poblado guanacasteco, los vecinos, decididos a descubrir el enigma, van en su búsqueda, encontrándolo y toreándolo toda la noche hasta que el animal cae rendido y agotado.
La danza se encuentra evidentemente influenciada en la «fiesta brava» traída por los españoles a América.

### Música folclórica
La canción típica costarricense «La muerte de Camilo Reyes», letra de Aníbal Reni y música de Isidro Fernández, menciona al Diablo Chingo. Se trata de un corrido que canta la hazaña de un sabanero llamado Camilo Reyes, quien logra montar con éxito al mítico toro negro, hecho que finalmente le termina costando la vida al recibir una cornada del animal. «La muerte del sabanero», poema-canción del poeta y músico regional Héctor Zúñiga Rovira, narra también la muerte de Reyes a manos de un bravo toro cimarrón. Ambas piezas están basadas en la auténtica muerte de un montador de este nombre a manos de un toro en las fiestas populares de Liberia en 1939.
«La muerte de Camilo Reyes» también menciona a otro personaje del folclor guanacasteco, Ramón Luna, quien en otra versión distinta de la leyenda, es el sabanero que persigue al toro negro - llamado «El Escorpión» en esta versión - y muere corneado por el animal.
Su alma se transforma en el fantasma de la sabana.

### Novela gráfica
En la obra «Leyendas costarricenses en novela gráfica», el artista costarricense Ronald Díaz Cabrera, Rodicab, narra la leyenda del mandador - aquí llamado Julián Marchena - y el Diablo Chingo desde la perspectiva del cómic.